# Alcester (Warwickshire)
Alcester is een civil parish (market town) in het bestuurlijke gebied Stratford-on-Avon, in het Engelse graafschap Warwickshire. De plaats telt 6273 inwoners.